# Glenea lefebvrei
Glenea lefebvrei é uma espécie de escaravelho da família Cerambycidae. Foi descrito por Félix Édouard Guérin-Méneville em 1831, originalmente sob o género Saperda.  É conhecida a sua existência em Papua-Nova Guiné e Indonésia.

## Variedades
- Glenea lefebvrei var. submedia Thomson, 1860
- Glenea lefebvrei var. violaceipennis Breuning, 1950